# Bessunger Straße 68 (Darmstadt)
Das Haus Bessunger Straße 68 ist ein Bauwerk in Darmstadt-Bessungen.

## Geschichte und Beschreibung
Das dreieinhalbgeschossige Wohn- und Geschäftshaus wurde im Jahre 1901 erbaut.
Der Massivbau in Ecklage besitzt eine gotisierende Sandsteingliederung und ein nachgebildetes spätbarockes Schmuckfachwerk mit genasten und S-förmigen Hölzern im Giebelzwerchhaus.
Ein kleiner Turmvorsatz vor dem Zwerchhaus besitzt ein angedeutetes Zeltdach.
Ein asymmetrisch zur Fassade angebrachter Dreieckserker mit einer Helmverdachung befindet sich vor dem ersten und zweiten Geschoss.
Das Gebäude bildet zusammen mit dem Haus Bessunger Straße 66 eine architektonisch anspruchsvolle Ecklösung. 

## Denkmalschutz
Aus architektonischen, baukünstlerischen und stadtgeschichtlichen Gründen steht das Bauwerk unter Denkmalschutz.